# Чорна Грязь (Жуковський район)
Чорна Грязь (рос. Чёрная Грязь) — присілок в Жуковському районі Калузької області Російської Федерації.
Населення становить 100 осіб. Входить до складу муніципального утворення Село Восход.

## Історія
Від 2004 року входить до складу муніципального утворення Село Восход

## Населення
| 2002 | 2010 |
| ---- | ---- |
| 44   | ↗100 |